# Vesterdys
Der Vesterdys war eine megalithische Grabanlage der jungsteinzeitlichen Nordgruppe der Trichterbecherkultur im Kirchspiel Torup in der dänischen Kommune Halsnæs. Er wurde um 1873 zerstört.

## Lage
Das Grab lag nördlich des Waldgebiets Ullerup Skov auf einem Feld. In der näheren Umgebung gibt bzw. gab es zahlreiche weitere megalithische Grabanlagen.

## Forschungsgeschichte
Um 1873 wurde das Grab zerstört. Im Jahr 1887 führten Mitarbeiter des Dänischen Nationalmuseums eine Dokumentation der Fundstelle durch. Zu dieser Zeit waren keine baulichen Überreste mehr auszumachen.

## Beschreibung

### Architektur
Die Anlage besaß eine Hügelschüttung, über die aber nichts bekannt ist. Die Grabkammer hatte einen rechteckigen Grundriss. Sie hatte eine Länge von 2,5 m und eine Breite von 1,3 m; zur Orientierung liegen keine Angaben vor. Die Kammer bestand aus einer unbekannten Zahl an großen Wandsteinen. In der Mitte soll sich eine Steinreihe befunden haben, die den Deckstein stützte. Die Kammer war mit Erde verfüllt. Der genaue Grabtyp lässt sich nicht sicher bestimmen.

### Funde
Bei der Abtragung der Grabkammer wurden darin vier Feuerstein-Beile und ein Keramikgefäß (ein „runder Topf“) gefunden.

## Sage
Nach einer Sage soll sich in dem Grab ein goldenes Kalb befunden haben.